# Torpeda Mark 45 Astor
Mark 45 Astor (Mk. 45) – amerykańska zimnowojenna torpeda okrętów podwodnych z głowicą nuklearną o mocy 11 kiloton, przeznaczona do zwalczania głęboko zanurzonych celów podwodnych. Na rozwój tej torpedy wpływ miał fakt dużego postępu w miniaturyzacji ładunków jądrowych oraz rozwój radzieckich okrętów podwodnych z napędem jądrowym. Duża prędkość tych ostatnich, oraz ich zdolność do zanurzania na większe głębokości, umożliwiać im miały uchylanie się przed atakiem za pomocą konwencjonalnych torped. Obawy te pogłębiała możliwość rozwoju radzieckich wabików i urządzeń zakłócających, aby przeciwdziałać amerykańskim torpedom samonaprowadzającym.
Mark 45 była unikatowa wśród nowoczesnych torped z uwagi na brak wbudowanego pokładowego systemu naprowadzania oraz detonatora. Torpeda była naprowadzana na cel przewodowo z pokładu własnego okrętu, z niego też za pośrednictwem przewodu głowica torpedy musiała otrzymać komendę detonacji. Pierwsza torpeda tego typu z produkcji seryjnej została dostarczona marynarce amerykańskiej do służby w lipcu 1959 roku, a pozostawały one w niej do roku 1977. Większość podstawowych informacji o tej torpedzie wciąż pozostaje tajna, wiadomo jednak, że amerykańskie okręty podwodne z napędem jądrowym wyposażone były standardowo w dwie sztuki Mk. 45 Astor.